# Nyctemera luctuosum
Nyctemera luctuosum là một loài bướm đêm thuộc phân họ Arctiinae, họ Erebidae.